# 762

762(칠백육십이)는 761보다 크고 763보다 작은 자연수다.

## 수학
- 합성수로, 그 약수는 1, 2, 3, 6, 127, 254, 381, 762이다. 진약수의 합은 774이므로, 762는 과잉수다.
  - 제곱 인수가 없는 39번째 과잉수다. 이 성질을 지닌 앞의 수는 714, 다음 수는 770이다. (OEIS의 수열 A087248)
- 100번째 쐐기수다. 앞의 쐐기수는 759, 다음 쐐기수는 777이다.
- {\displaystyle 762=181+191+193+197}
  - 연속하는 네 소수(素數)의 합으로 나타낼 수 있으며, 이 성질을 지닌 앞의 수는 744, 다음 수는 780이다.
- {\displaystyle 19^{3}-1}은 762로 나누어떨어진다.

## 과학
- NGC 762: 고래자리 방향에 있는 나선은하.
- 762 풀코바(영어판): 소행성.

## 교통
- 유럽 고속도로 762호선: 보스니아 헤르체고비나 사라예보에서 몬테네그로 포드고리차까지 이어지는 유럽 고속도로.
- 현도 제762호선

## 군사
- 762 해군 항공대(영어판): 과거 존재한 영국의 해군 항공대.
- U-762(영어판): 제2차 세계 대전에 사용된 나치 독일의 군용 잠수함.

## 문화유산
- 대한민국의 보물 제762호: 대불정여래밀인수증요의제보살만행수능엄경(언해) 권7, 8

## 기타
- 연도: 762년, 기원전 762년